# Sodaville
Sodaville – miasto w Stanach Zjednoczonych, w stanie Oregon, w hrabstwie Linn.